# Callionymus bifilum
Callionymus bifilum es una especie de peces de la familia Callionymidae en el orden de los Perciformes.

## Distribución geográfica
Se encuentra en Australia Occidental.